# Organ Peak
Der Organ Peak (englisch für Orgelspitze) ist ein etwa 400 m hoher Berg an der Loubet-Küste des Grahamlands im Norden der Antarktischen Halbinsel. Er ist die nördlichste Erhebung auf der Arrowsmith-Halbinsel.
Der Falkland Islands Dependencies Survey kartierte ihn 1960. Seinen Namen erhielt er bereits 1956 in Anlehnung an seine geriffelte Struktur, die an Orgelpfeifen erinnert.